# Bernícia
Bernícia fou un regne anglosaxó establert pels angles al voltant del segle VI dC al nord-est del que avui és Anglaterra. Feia frontera al nord amb els pictes, a l'oest amb els britons i al sud amb el regne de Deira. Es va formar en gran part amb colons provinents de Deira després de l'any 500 que van ocupar un territori habitat en part per britons. L'extensió inicial era una franja entre el riu Forth i el riu Tees; a començaments del segle VII es va unir amb Deira per formar el regne de Northúmbria i en els anys següents es va expandir considerablement.

## Origen britó
Sembla que existí un regne britó anterior a la Bernícia anglosaxona anomenat Bryneich o Brynaich, segons les fonts. Aquesta teoria es basa en el fet que en la Historia Brittonum atribuïda a Nennius la paraula que es fa servir per referir-se a Bernícia és Bryneich i que en alguns poemes escrits en gal·lès antic es fan servir les paraules Bryneich o Brynaich amb el mateix sentit. D'aquí es dedueix que potser l'origen del mot Bernícia sigui Bernicca, que en gal·lès significaria "terra de camins de muntanyes". La conquesta del regne britó hauria finalitzat completament pels volts de l'any 604, que hauria establint els límits de Bernícia com a estat nou.

## Regne anglosaxó
|  | Vegeu la cronologia dels reis de Bernícia |

La història de Bernícia com a regne anglosaxó és ben curta. Existeixen indicis de dos reis, Esa i Eoppa, pare i fill, que haurien regnat entre el 500 i el 547, essent el primer el considerat fundador del regne, però del primer rei del qual es té informació fidedigna és Ida, fill de Eoppa, coronat l'any 547.
Sis dels seus fills (Glappa, Adda, Etelric, Theodric, Frithewlf i Hussa) prengueren el tron successivament entre el 559 i el 593, i lluitaren llargament contra una coalició de regnes britons que envoltaven Bernícia, fins que aquesta aliança col·lapsà en una guerra civil.
Etelfred, fill d'Etelric, net d'Ida, annexionà el regne veí de Deira per la força l'any 604. L'any 616 fou derrotat i assassinat per Raedwald d'Ànglia de l'Est, aliat amb Edwin, fill d'Ælla, rei destronat de Deira, que es proclamà rei de Northúmbria. Durant els primers anys de govern, Edwin es dedicà a la pacificació dels antics britons de Bryneich, exiliats al regne de Goddodin. Un cop reprimides aquestes revoltes, emprengué la conquesta del Regne d'Elmet, un regne celta proper. Això el dugué a un enfrontament directe amb els gal·lesos de Gwynedd. Fou derrotat i mort a la batalla de Hatfield Chase el 12 d'octubre del 633 per una aliança del rei gal·lès Cadwallon ap Cadfan de Gwynedd i el rei Penda de Mèrcia.
Mort Edwin, Northúmbria es tornà a fraccionar en els regnes de Bernícia i Deira: del tron del primer se'n va fer càrrec Eanfrith, fill d'Etelfred, però fou assassinat quan intentava assolir la pau amb el rei gal·lès. El seu germà, Osvald, reuní un exèrcit i derrotà Cadwallon ap Cadfan a la batalla de Heavenfield el 634, però fou derrotat i mort a mans de Penda de Mèrcia a la batalla de Maserfield.
En aquesta batalla, sembla que Penda va tenir el suport inicial d'Etelwald de Deira i això va servir d'excusa perquè Oswiu, successor d'Osvald, annexionés Deira i en endavant els governants de Bernícia portarien el títol de rei de Northúmbria.